# PHOX2B
PHOX2B – ludzki gen zlokalizowany na chromosomie 4 w locus 4p12. PHOX2B jest genem homeotycznym kodującym homeodomenę białka pełniącego funkcję czynnika transkrypcyjnego. Mutacje PHOX2B mogą powodować zespół wrodzonej hipowentylacji i chorobę Hirschsprunga.